# 男人的野心
《男人的野心》（法語：Jean de Florette，又译《恋恋山城》）是1986年法国历史题材电影，克劳德·贝里导演，丹尼尔·奥图主演，据馬瑟·巴紐小说改编。它有一部续集《玛侬的复仇》。该片与《玛侬的复仇》一起摄制，花费了7个月时间，是当时法国花费最贵的电影，无论在法国还是国际上、在商业和口碑方面都赢得了成功。

## 剧情
在普罗旺斯农村，本地农民塞萨和尤果林叔侄二人为了获得邻居的土地以及水源（该秘密水源只有他们二人知晓，继承者不知道），以实现他们栽种康乃馨的事业前景，哄骗一个新来的邻居土地继承财产者若望(他是个駝背罗锅，曾在城里当过税务员，有一妻和一女，继承了刚逝世的舅舅的财产，期望在这片土地实现事业的成功和返璞归真)。继承者若望因缺水大旱而导致庄稼和兔子受灾亏损，还在炸井时意外身亡，其妻子艾美最终被迫将土地卖给二人，并带领女儿玛侬离开该地。

## 演员
- 热拉尔·德帕迪约（Gérard Depardieu）饰演若望（Jean Cadoret，当地人叫他 "Jean de Florette"其中Florette是他的母亲）。
- 丹尼尔·奥图 （Daniel Auteuil）饰演尤果林（Ugolin）。
- 伊夫·蒙当 （Yves Montand) 饰演塞萨（César），尤果林的叔叔。

## 奖项
影片获得法国凯撒电影奖最佳影片、导演、摄影等八项提名，Daniel Auteuil赢得最佳男演员奖，更获得英国电影学院奖最佳影片、改编剧本、摄影和男配角奖（Daniel Auteuil），以及国家评论协会最佳外语片。

## 外部連結
- 互联网电影数据库（IMDb）上《男人的野心》的资料（英文）
- AllMovie上《男人的野心》的资料（英文）
- 豆瓣电影上《男人的野心》的資料 （简体中文）
- 爛番茄上《男人的野心》的資料（英文）